# 蒂耶布昂
蒂耶布昂（法語：Thiébouhans，法語發音：[tjebu.ɑ̃]）是法国杜省的一个市镇，属于蒙贝利亚尔区。

## 地理
蒂耶布昂（47°16'51"N, 6°50'47"E）面积5.81 平方千米，位于法国勃艮第-弗朗什-孔泰大區杜省，该省份为法国东部内陆省份，北起上索恩省，西接汝拉省，东部及东南部与瑞士接壤，东北部与贝尔福地区省接壤。
与蒂耶布昂接壤的市镇（或旧市镇、城区）包括：蒙唐东、莱布雷瑟、塞尔奈莱格利斯、当普里沙尔、迈什、特雷维莱尔。

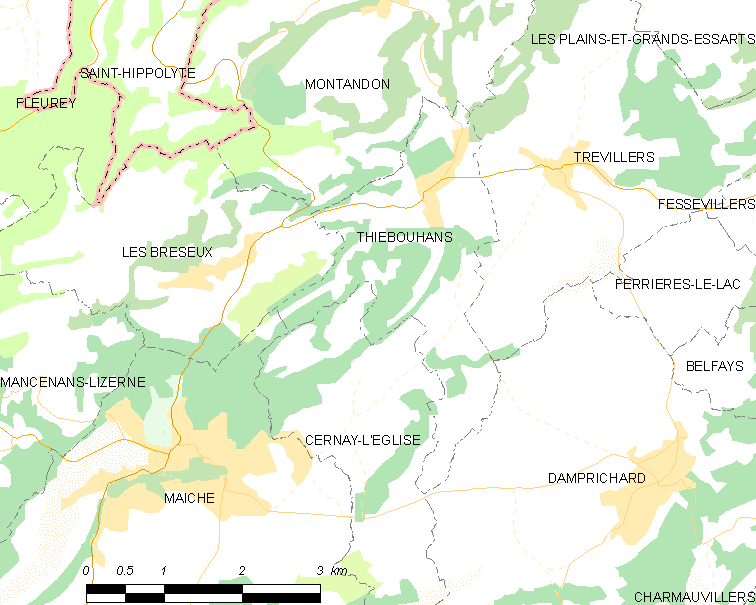
蒂耶布昂的OSM定位图

蒂耶布昂的时区为UTC+01:00、UTC+02:00（夏令时）。

## 行政
蒂耶布昂的邮政编码为25470，INSEE市镇编码为25559。

## 政治
蒂耶布昂所属的省级选区为迈什县。

## 人口

1962-2008年间蒂耶布昂人口变化图示

蒂耶布昂于2022年1月1日时的人口数量为245人。